# Musculus piriformis
Der Musculus piriformis (lat. für „birnenförmiger Muskel“) ist ein flacher, pyramidal bis birnenförmig geformter Skelettmuskel der unteren Extremität, genauer der tiefen Schicht der Hüftmuskulatur. Er verläuft an der Innenseite des Beckens (Pelvis) zum Oberschenkelknochen (Femur).
Bei den Huftieren ist der Muskel nicht ausgebildet.

## Deskriptive Anatomie

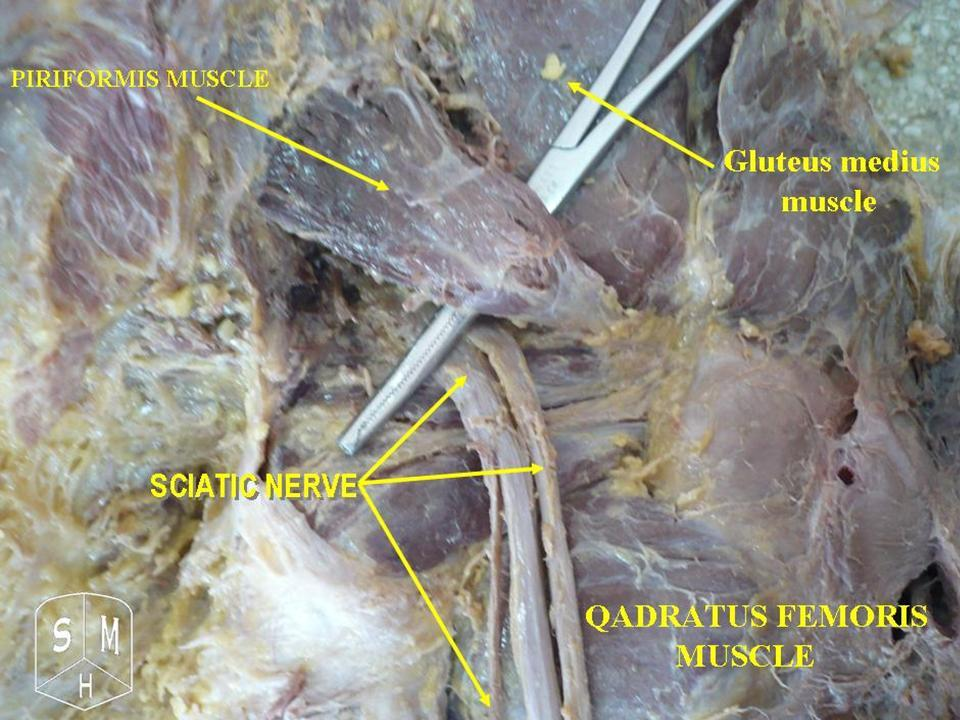
Topographische Anatomie des M. piriformis

Ursprungsfläche des birnenförmigen Muskels ist die seitliche (laterale) Innenfläche (Facies pelvica) des Kreuzbeines (Os sacrum), wo er mit mehreren Zacken fleischig vom Knochen zwischen den vier vorderen Kreuzbeinlöchern (Foramina sacralia anteriora I-IV) sowie der Kapsel des Iliosakralgelenks entspringt. Weitere Faserzüge entstammen vom oberen (superioren) Rand der großen Einziehung der Beckenlinie (Incisura ischiadica major) am Sitzbein (Os ischii) bzw. können vom Ligamentum sacrotuberale entspringen.
Von dort aus verläuft er (direkt unterhalb des unteren Randes des Gluteus medius bzw. des Gluteus minimus) durch das große Sitzbeinloch (Foramen ischiadicum majus), welches er unterteilt, und setzt an der Innenseite der Spitze (Apex) des großen Rollhügels (Trochanter major) des Oberschenkelknochens (Femur) an. Damit überdeckt er die Kapsel des Hüftgelenks dorsalseitig. Seine Ansatzsehne vereinigt sich vor ihrem Ansatz im Knochen oft mit den Sehnen des oberen und unteren Zwillingsmuskels (Musculus gemellus superior und Musculus gemellus inferior) sowie des Musculus obturator internus.
Direkt unterhalb des M. piriformis verläuft der Ischias-Nerv durch das Foramen infrapiriforme.

## Funktionelle Anatomie
Der birnenförmige Muskel dreht den Oberschenkel im Stand nach außen, spreizt ihn zur Seite ab (Abduktion) und streckt ihn (Extension) bzw. führt ihn nach hinten (Retroversion). Bei einer zunehmenden Beugung des Hüftgelenks verändert sich der Muskelverlauf in Bezug auf die Rotationsachse. Aus diesem Grund bewirkt er nun eine Innenrotation im Hüftgelenk.
Zudem stabilisiert er das Iliosakralgelenk.
Bei den Raubtieren vereinigt sich seine Sehne mit der des Musculus gluteus medius, wodurch die beiden Muskeln gemeinsam zu einem reinen Hüftgelenksstrecker werden.